# Поръёган
Поръёган (устар. Пор-Еган) — река в России, протекает по Ханты-Мансийскому АО. Устье реки находится в 78 км по левому берегу реки Айка-Еган. Длина реки составляет 72 км, площадь водосборного бассейна 312 км².
В 8 км от устья, по правому берегу реки впадает река Ай-Поръёган.

## Данные водного реестра
По данным государственного водного реестра России относится к Верхнеобскому бассейновому округу, водохозяйственный участок реки — Обь от впадения реки Вах до города Нефтеюганск, речной подбассейн реки — Обь ниже Ваха до впадения Иртыша. Речной бассейн реки — (Верхняя) Обь до впадения Иртыша.
Код объекта в государственном водном реестре — 13011100112115200044833.